# Agrotis maldonadoi
Agrotis maldonadoi là một loài bướm đêm trong họ Noctuidae.